# Anici Paulí
Anici Paulí (en llatí Anicius Paulinus) va ser un magistrat romà durant el regnat de Teodoric el Gran.
Va ser nomenat cònsol l'any 498 juntament amb Joan l'Escita, i el 510 va adquirir el rang de patrici.